# Tan Te' K'inch
Tan Te' K'inch était un ajaw de la ville maya d'Aguateca. Il est le fils et le successeur d'Ucha'an K'an B'alam.

## Biographie
Tan Te' K'inch est né le 22 janvier 748. La stèle 19 décrit une bataille qu'il a menée en 778 et mentionne également son père. En 802, Tan Te' K'inch présida une cérémonie célébrée par l'ajaw de La Amelia Lachan K'awiil Ajaw Bot